# Jonas Odhelius
Jonas Larsson Odhelius, född 1712, död 15 februari 1794 i Stockholm, var en svensk politiker. Han var son till prosten i Flo socken, Laurentius Odhelius (1664–1721), och hans hustru Annika Victorin, som var dotterdotter till biskop Andreas Omenius.
Odhelius blev student vid Uppsala universitet 1731 och häradshövding i Danderyds, Långhundra, Seminghundra, Vallentuna, Ärlinghundra, Åkers, Värmdö, Sollentuna och Färentuna häraders/skeppslags domsaga 1747. Sedan han 1756 förbigåtts vid tillsättningen av en tjänst som assessor i Svea hovrätt tillförsäkrades han 1762 av ständerna i riksdagen att befordras till lagman samt tillåtelse att ackordera bort sin dåvarande tjänst, varför han samma år tog avsked från häradshövdingbefattningen. 
Befordringen till lagman uteblev emellertid, och Odhelius kastade sig in i det politiska livet som en energisk anhängare av mösspartiet. Han uppges vara författare till den märkliga partiskriften Upplysning till svenska folket om anledningen, orsaken och afsigterna med urtima riksdagen 1769 – dock är denna uppgift oviss, och troligen är skriften ett alster av flera olika mösskribenter – samt spelade vid riksdagen 1771–72 en betydande roll som bondeståndets sekreterare. 
Betecknande för tidens politiska moral är den besticklighet som Odhelius enligt vittnesbörd från utländska ministrar gjorde sig skyldig under nämnda riksdag. Mot löfte om 40 000 daler silvermynt, som deponerades hos tredje man av franske ambassadören Vergennes, åtog sig Odhelius att i bondeståndet avstyra frågan om hattrådets entledigande samt påskynda riksdagens slut. Men engelske ministern i Stockholm, Goodricke, föreslog sin regering att för Odhelius räkning deponera en lika stor summa från mössornas sida. Slutet blev att Odhelius, skrämd eller köpt, ryggade sitt avtal med franske ambassadören. 
Då Gustav III verkställde sin statskupp (19 augusti 1772), var Odhelius en bland dem som kungen ansåg sig tvingad att arrestera. Efter två månader blev han dock utan vidare frigiven. Han spelade inte vidare någon roll i det politiska livet.